# Saint Arnaud (Neuseeland)
Saint Arnaud, oder auch St Arnaud geschrieben, ist ein Dorf im Tasman District auf der Südinsel von Neuseeland.

## Namensherkunft
Das Dorf wurde nach der gleichnamigen südöstlich liegenden Bergkette benannt, die ihren Namen zu Ehren des französischen Marschalls Armand Jacques Leroy de St Arnaud bekam, der im Krimkrieg von 1853 bis 1856 der Oberbefehlshaber der französischen Armee war.

## Geographie
Das Dorf befindet sich rund 67 km südwestlich von Nelson am nördlichen Ende des Lake Rotoiti. Südöstlich des Dorfes erheben sich die nördlichen, um die 1700 m hohen Ausläufer der Saint Arnaud Range und südwestlich die Travers Range. Im Nordosten beginnen die Richmond Range um im Nordwesten zieht sich das Tal des Buller River hin. Durch Saint Arnaud führt der New Zealand State Highway 63 der das Dorf über den 23 km weiter nordwestlich liegenden New Zealand State Highway 6 mit Westport an der Westküste verbindet.
In der Nähe befindet sich die historische Siedlung Tophouse.

## Geschichte
Bis 1921 wurde das Dorf Rotoiti genannt, dann aber vom Department of Lands and Survey umbenannt, um Verwechselung mit anderen gleichnamigen Gemeinden zu vermeiden.  Zwischen 1921 und 1951 wurden beide Namen inoffiziell von den Einwohnern und Behörden verwendet, um das Gebiet des Dorfes zu bezeichnen.
So schrieb der Leiter des für den Distrikts Nelson zuständigen Büros des Nelson District Office an das New Zealand Geographic Board einen Brief, in dem es hieß, dass es für viele Jahre Lang Probleme bei der Post gab, die an Einwohner und Besucher des Ortes am Lake Rotoiti bei Nelson gerichtet war, da diese irrtümlich an den Lake Rotoiti, nahe Rotorua bei Auckland geschickt wurde. Wegen der gleichen Namensprobleme wurde der Ort Rotoiti durch diese Behörde in St Arnaud umbenannt. Der neue Name erhielt jedoch erst am 19. Juli 1951 Gesetzeskraft, als die Änderung offiziell verkündet wurde. Einige Einwohner waren gegen den Namenswechsel. So wurde am 4. Dezember 1950 eine Petition gegen die Namensänderung an das New Zealand Geographic Board gerichtet.
Ein weiterer Antrag an das New Zealand Geographic Board, den Namen des Ortes entweder in Rotoiti zurück zu ändern oder einen Doppelnamen zu verwenden, schlug 2007 fehl.  Eine vorherige Umfrage hatte ergeben, dass nur etwas mehr als die Hälfte der Einwohner eine Rückkehr zum früheren Namen befürwortete.

## Bevölkerung
Zum Zensus des Jahres 2013 zählte der Ort 105 Einwohner.

## Wirtschaft
Der Ort versorgt neben den wenigen Einwohnern vor allem Wander- und Skitouristen. Der Ort besitzt einen Dorfladen mit Post, eine Tankstelle, eine Gaststätte, zwei Campingplätze und andere Unterkünfte, darunter eine Jugendherberge. Ein Wassertaxi verkehrt auf dem Lake Rotoiti, ein Bus auf dem State Highway 63 verbindet den Ort mit Nelson, Murchison, Greymouth, Blenheim, Westport und Picton.
In der Nähe befindet sich der Übungsplatz Dip Flat der Royal New Zealand Air Force.

## Tourismus
Im Ort gibt es ein Besucherzentrum des Department of Conservation (DOC) mit Informationen über die Natur und den Naturschutz im Nelson Lakes National Park.
Saint Arnaud ist der Ausgangspunkt für den 80 km langen Travers-Sabine tramping cirquit. Dieser folgt dem Travers River, überquert den subalpinen Travers Saddle und steigt dann über das Tal des Sabine River zum Lake Rotoroa ab. Von hier ist die Rückkehr nach Saint Arnaud entweder über einen niedrigen Gebirgssattel zum Tal des Lake Rotoiti über den Speargrass Track oder über eine höher gelegene Strecke über den Mount Angelus möglich. Man kann auch das Wassertaxi von der Sabine Hut des DOC am Lake Rotoroa zum Nordende des Sees nutzen.
Im Winter wird der Ort mit dem Rainbow Skifield am Ostende der Saint Arnaud Range wintersportlich genutzt und im Sommer der See zum Angeln, Kajakfahren und Segeln. Auch die Jagd ist in der Umgebung möglich.